# Matteo 19

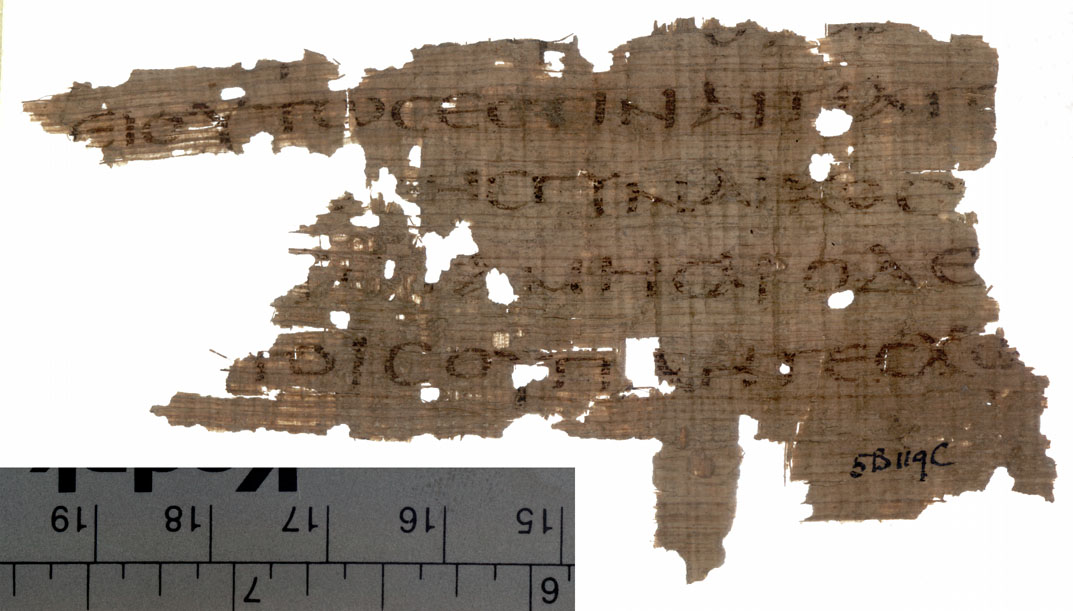
Matteo 19,10-11 sul recto del Papiro 71, c. 350.

Matteo 19 è il diciannovesimo capitolo del vangelo secondo Matteo nel Nuovo Testamento. In questo capitolo Gesù continua il suo viaggio verso Gerusalemme, svolgendo il proprio ministero nella regione della Perea.

## Testo
Il testo originale era scritto in greco antico. Il capitolo è diviso in 30 versetti.

### Testimonianze scritte

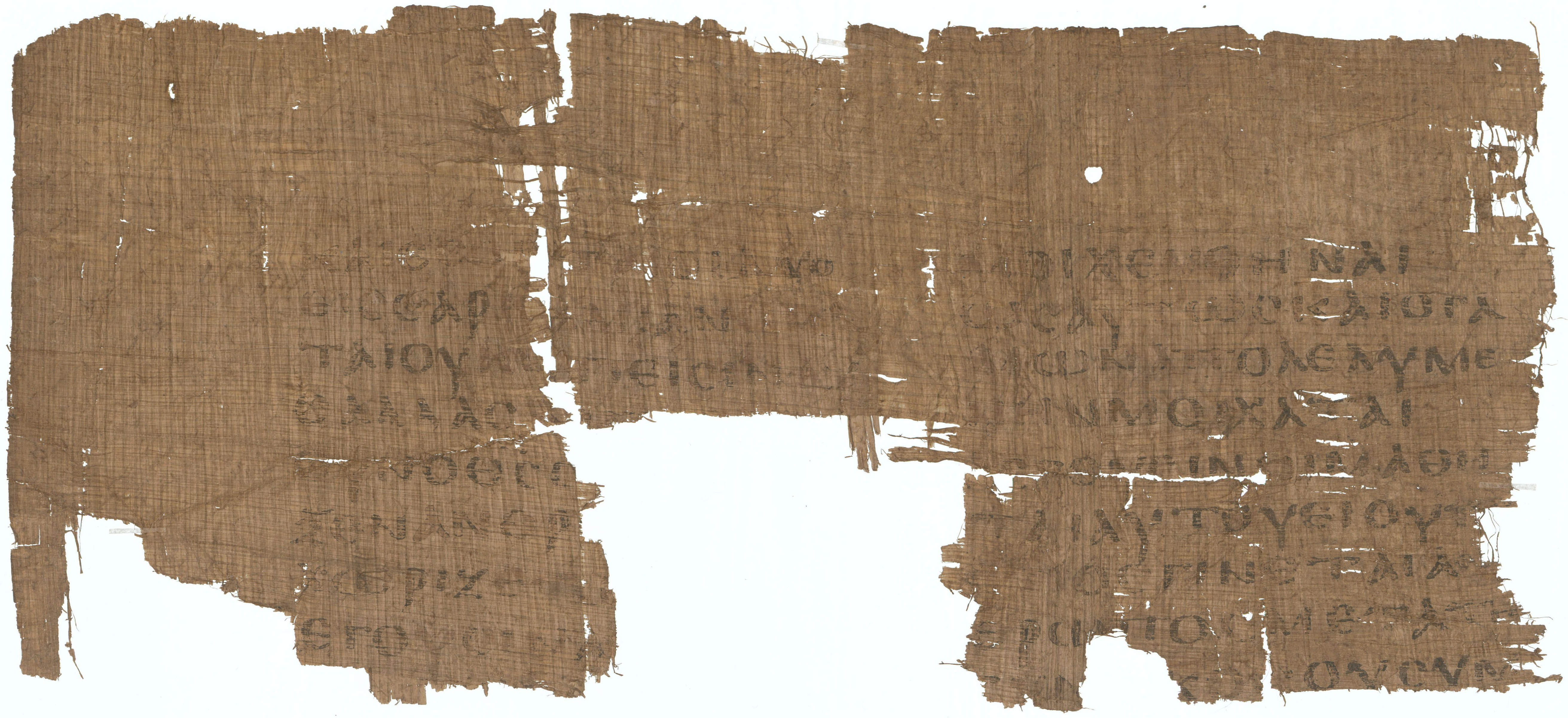
Matteo 19,5-7;9-10 sul verso del Papiro 25 del IV secolo.

Tra le principali testimonianze documentali di questo capitolo vi sono:
- Papiro 25 (IV secolo; versetti 1-3, 5-7, 9-10)
- Codex Vaticanus (325-350)
- Codex Sinaiticus (330-360)
- Papiro 71 (c. 350)
- Codex Bezae (c. 400)
- Codex Washingtonianus (c. 400)
- Codex Ephraemi Rescriptus (c. 450)
- Codex Purpureus Rossanensis (VI secolo)
- Codex Petropolitanus Purpureus (VI secolo; versetti 7-12)
- Codex Sinopensis (VI secolo; versetti 3-10.17-25)

## Struttura

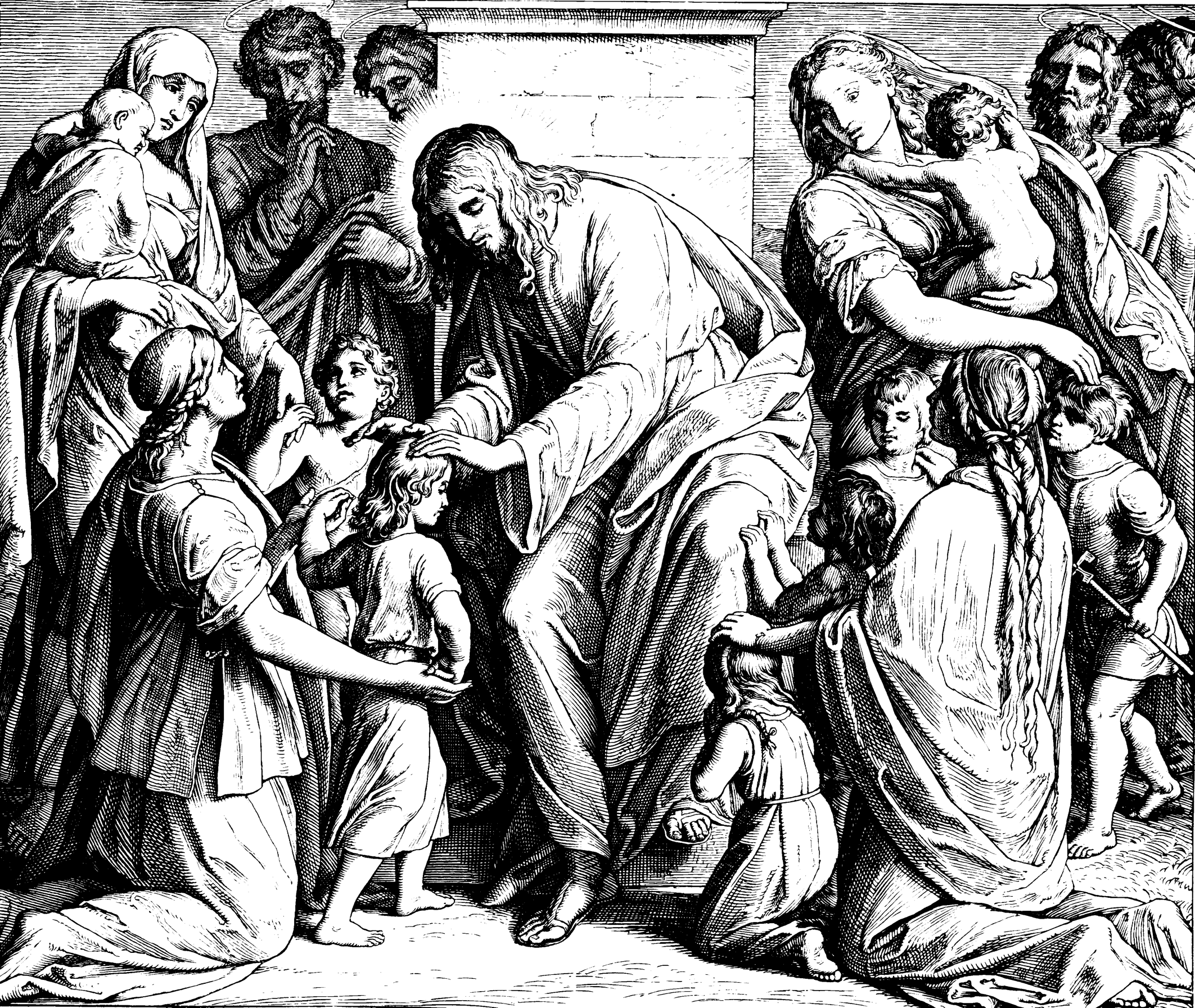
"Gesù benedice i bambini", incisione di Julius Schnorr von Karolsfeld, 1860

Il capitolo può essere diviso nel seguente modo:
- Matteo 19,1-10 = Il matrimonio e il ripudio (Marco, 1-12)
- Matteo 19,11-12 = Gesù insegna sul celibato
- Matteo 19,13-15 = Gesù benedice i bambini (Marco 10,13-16; Luca 18,15-17)
- Matteo 19,16-22 = Incontro con il giovane ricco (Marco 10,17-22; Luca 18,18-23)
- Matteo 19,23-30 = Con tutte le buone cose possibili (Marco 10,23-31; Luca 18,24-30)

## Luoghi
I fatti riportati in questo capitolo hanno luogo in Galilea ed in Giudea oltre il Giordano, nella regione della Perea, prima che Gesù e i suoi entrino a Gerico sulla loro strada verso Gerusalemme. Nel capitolo precedente Gesù lascia la Galilea e non vi farà ritorno sin dopo la sua Risurrezione. Successivamente l'annuncio degli angeli che Gesù è risorto (Matteo 28,7), torna a fare riferimento alla Galilea da dove i discepoli devono "fare discepoli in tutte le nazioni" (Matteo 28,19).
In Matteo 19,15, dopo aver benedetto i bambini presenti, Gesù "se ne andò", ma non viene data indicazione del dove. La Bibbia di Gerusalemme rende il testo come "[Gesù] se ne andò per la sua strada". Lo scrittore del Pulpit Commentary asserisce in questo punto che Gesù "uscì dalla Parea, rivolgendo il suo cammino a Gerusalemme", ed il teologo John Gill concorda con questa interpretazione. In Matteo 19,22 il giovane ricco "se ne andò" dopo il suo incontro con Gesù, lasciando Gesù a parlare coi suoi discepoli sulla difficoltà incontrata nel far entrare un ricco nel regno dei Cieli.

## Versetto 3
Allora gli si avvicinarono alcuni farisei per metterlo alla prova e gli chiesero: «È lecito ad un uomo ripudiare la propria moglie per qualsiasi motivo?»
Nel Textus Receptus, i farisei sono indicati con la parola greca οι φαρισαιοι, ma la parola 'i' (οι) è stata esclusa poi da altre edizioni critiche, preferendola a "molti" farisei.
La questione divideva le correnti rabbiniche dell'epoca. La Scuola di Shammai affermava che l'unica ragione valida per procedere al ripudio forse il cattivo comportamento morale della moglie; per la Scuola di Hillel, invece, bastava qualche inconveniente nella vita coniugale (anche solo l'uso di salare troppo i cibi o di aver lasciato bruciare una pietanza). Rabbi Akiva ritenne che il marito avesse comunque il diritto di sposare una donna più bella.

## Versetto 10
Gli dissero i discepoli: «Se questa è la condizione dell'uomo rispetto alla donna, non conviene sposarsi»
La frase greca οὐ συμφέρει γαμῆσαι (ou sympherei gamēsai) viene tradotta "non conviene sposarsi" o "è meglio che non si sposino". Arthur Carr, nella Cambridge Bible for Schools and Colleges, descrive qui Gesù come colui che compie "una rivoluzione nel pensiero attraverso Cristo".